# Jorge Pavez
Jorge Pavez Urrutia (18 de mayo de 1943) es un profesor, político y sindicalista chileno. Fue presidente del Colegio de Profesores de Chile entre 1995 y 2007.

## Carrera política
Militó en el Partido Comunista de Chile, pero fue expulsado. En 2001 creó el movimiento Fuerza Social y Democrática (FSD).
Para las elección presidencial de 2005 Pavez presentó su precandidatura dentro del pacto Juntos Podemos Más, representando al "Movimiento por una Nueva Mayoría" (MNM), conformado por la Fuerza Social y Democrática (compuesto en su mayoría por miembros del Colegio de Profesores de Chile) y al Movimiento SurDA, agrupaciones de izquierda extraparlamentaria. Finalmente Pavez retiró su precandidatura el 27 de julio de 2005, y su movimiento se retiró del pacto Juntos Podemos. Posteriormente evaluó postular como diputado por un cupo del Partido Socialista (PS), cuestión que finalmente rechazó. Apoyó en segunda vuelta a Michelle Bachelet. En calidad de representante del gremio de los profesores fue convocado por Bachelet para conformar el Consejo Asesor Presidencial de la Educación.
En 2009 se postuló como diputado como independiente por el pacto Chile Limpio. Vote Feliz, pero no resultó elegido.

## Obras
- Un hombre en la multitud: recuerdos de un luchador social (2010)[4]

## Historial electoral

### Elecciones parlamentarias de 2009
- Elecciones parlamentarias de 2009 a Diputado por el distrito 19 (Independencia y Recoleta)[5]

| Candidato                    | Pacto                                            | Partido | Votos  | %     | Resultado |
| ---------------------------- | ------------------------------------------------ | ------- | ------ | ----- | --------- |
| Patricio Hales Dib           | Concertación y Juntos Podemos por más Democracia | PPD     | 39.126 | 38,12 | Diputado  |
| Claudia Nogueira Fernández   | Coalición por el Cambio                          | UDI     | 38.297 | 37,31 | Diputado  |
| Gonzalo Durán Baronti        | Concertación y Juntos Podemos por más Democracia | PS      | 13.329 | 12,99 |           |
| Vlado Mirosevic Verdugo      | Coalición por el Cambio                          | ILB     | 5.148  | 5,02  |           |
| Jorge Pavez Urrutia          | Chile Limpio. Vote Feliz                         | ILD     | 2.485  | 2,42  |           |
| Leonora Zúñiga Fuentes       | Nueva Mayoría para Chile                         | PH      | 1.775  | 1,73  |           |
| Cristopher González Castillo | Nueva Mayoría para Chile                         | ILC     | 1.305  | 1,27  |           |
| Damaris Hernández Muñoz      | Chile Limpio. Vote Feliz                         | MAS     | 1.177  | 1,15  |           |